# Мозгава, Мариан
Мариан Мозгава (пол. Marian Mozgawa; 15 марта 1923, Лисьник-Дужи — 21 января 2005, Варшава) — польский военный деятель, офицер милиции и органов госбезопасности, Радомский воеводский комендант милиции в 1975–1981.

## Начало карьеры
Родился в деревенской семье Яна и Наталии Мозгава на Люблинщине. В 1944, при вступлении на территорию Польши советских войск, поступил на службу в ведомство госбезопасности (RBP), с 1945 – Министерство общественной безопасности (МОБ). Окончил профильное училище в Лодзи и офицерскую школу МОБ в Легионово. Служил в Люблинском, Красникском, Лукувском управлениях безопасности. Участвовал в депортации украинцев на Украину, операции «Висла», боях с УПА и польскими антикоммунистическими повстанцами. С 1946 состоял в коммунистической ПРП, с 1948 – в правящей ПОРП.
В декабре 1950 капитан Мозгава был назначен начальником повятского управления МОБ в Томашуве-Любельском. Перед ним была поставлена задача ликвидировать повстанческий отряд Яна Леоновича. Мозгава был одним из организаторов спецоперации, в результате которой 9 февраля 1951 Леоновича удалось заманить в засаду и застрелить. Ликвидация Леоновича считалась главным достижением Мозгавы за годы его службы.
В конце 1954 МОБ было расформировано и образован Комитет общественной безопасности (КОБ). Майор Мозгава возглавлял 2 отдел (контрразведка) в Люблинском воеводском управлении КОБ. В ноябре 1956 КОБ был расформирован и создано новое МВД ПНР, объединившее гражданскую милицию и Службу безопасности (СБ). Подполковник Мозгава служил по линии III департамента – политический сыск и борьба с антигосударственной деятельностью. Возглавлял 3 отдел Люблинской воеводской комендатуры.

## Дальнейшая карьера
В 1961 временно оставил службу в МВД и возглавил административный отдел Люблинского воеводского комитета ПОРП. Первым секретарём воеводского комитета в то время являлся ортодоксально-догматичный Владислав Коздра, сторонник сталинистской фракции натолинцев и национал-коммунистической фракции партизан.
С апреля 1966 Мозгава в звании полковника вновь в системе МВД. В течение девяти лет занимал пост первого заместителя люблинского воеводского коменданта милиции по Службе безопасности. Комендантом являлся полковник Е. Анджеевский.

## События в Радоме
1 июня 1975 полковник Мозгава назначен Радомским воеводским комендантом милиции (его заместителем по СБ был полковник Тадеуш Щигел, в будущем начальник IV департамента МВД (по работе с церковными организациями)). Год спустя Мозгава стал видным фигурантом драматических событий “радомского июня” (рабочих протестов и их подавления).
24 июня 1976, в день объявления о повышении цен и до начала манифестаций, Мозгава издал приказ о создании в комендатуре следственной группы для преследования участников возможных будущих беспорядков. По представлению коменданта Мозгавы воевода Роман Мацьковский издал постановление об ускоренном уголовном и административном судопроизводстве.
25 июня 1976 подчинённая Мозгаве милиция не смогла своими силами справиться с волнениями: протесты приобрели неожиданный крупный масштаб, милицейские силы в Радоме не были на него рассчитаны. Первый секретарь воеводского комитета ПОРП Януш Прокопяк жаловался Мозгаве на грубость рабочих. Милиция старалась плотно отслеживать ситуацию до переброски в Радом дополнительных сил поддержки. Наблюдение за протестующими демонстрантами велось даже с вертолёта. После прибытия частей ЗОМО подчинённые Мозгавы подключились к разгонам и избиениям протестующих. В следующие дни и до 10 июля заранее созданная следственная группа готовила материалы на арестованных для судебных решений.
Вскоре после июньских событий, 18 августа 1976 скончался ксёндз Роман Котляж – уважаемый в городе католический священник, 25 июня сопровождавший рабочую демонстрацию. За месяц до смерти он был похищен и жестоко избит неизвестными. Никаких подтверждений вины властей обнаружено не было, но с самого начала появились подозрения на действия СБ и милицейской комендатуры, так как административное давление на Котляжа и слежка за ним практически не скрывались. Известно, что в июле проводилось несколько совещаний с участием полковника Мозгавы, полковника Щигеля, начальника 4 отдела комендатуры подполковника Рышарда Рыпиньского с обсуждением «проблемы Котляжа». По последующим свидетельствам, Мозгава предлагал лишь преследование священника, и получил одобрение Прокопяка.

### «Фольварк» и «бетон»
Мозгава оставался воеводским комендантом более пяти лет. Радомскую комендатуру называли «фольварком Мозгавы» – впоследствии выяснились многочисленные финансовые и имущественные злоупотребления: хищения средств, выделенных на оперативные расходы, использование их для закупки алкоголя и деликатесов на банкеты, незаконное строительство виллы, подделка бухгалтерских документов, махинации с автомобильными талонами, присвоение средств Польского охотничьего союза. Отмечались факты заказа фазанов для угодий комендатуры – Мозгава охотился вместе с приглашёнными членами ЦК и аппарата ЦК ПОРП. Среди радомчан комендант был непопулярен из-за его роли в событиях 1976.
Летом 1980 Польшу захлестнуло массовое забастовочное движение, был создан независимый профсоюз «Солидарность». Полковник Мозгава враждебно воспринимал перемены, стоял на позициях догматичного «партийного бетона». Политически он ориентировался на генерала М. Милевского – ортодоксального члена Политбюро, секретаря ЦК ПОРП и министра внутренних дел ПНР.
Радомский профцентр «Солидарности» во главе с Анджеем Собераем требовал отставки виновных в репрессиях 1976 года – первого секретаря, воеводы и коменданта. 16 марта 1981 прошла общегородская забастовка, через десять дней – общегородской митинг с участием Леха Валенсы. На следующий день, 17 марта, Прокопяк, Мацьковский и Мозгава были сняты со своих должностей.

## Перевод и расследование
18 марта 1981 Мозгава получил новое назначение: генеральным директором МВД. Должность являлась фактически синекурой и, как предполагается, была учреждена Милевским специально для Мозгавы. Но в июле того же года генерала Милевского сменил на министерском посту генерал Чеслав Кищак, с которым Мозгава не имел доверительных отношений. В его отношении было начато служебное расследование. Был собран значительный объём компромата. Однако до уголовной ответственности дело не дошло (обсуждался такой вид «наказания», как длительная заграничная командировка, но и от этого решили воздержаться). 5 января 1983 Мозгава был освобождён от должности и уволен из органов МВД.

## Последние годы
На пенсии воздерживался от публичности. До 1990 входил в Совет охраны памяти борьбы и мученичества. Общественно-политические события и перемены на рубеже 1980–1990-х, обрушение социалистического государства, преобразование ПНР в Третью Речь Посполитую никак не комментировал. Жил в Варшаве, увлекался охотой и застольем.
Существует, однако, предположение, что его влияние в пенсионный период не исчезло бесследно. На это намекает тот факт, что племянник Мариана Мозгавы Гжегож Мозгава в первой половине 2000-х был начальником Бюро охраны правительства.
Скончался Мариан Мозгава в возрасте 81 года. Авторы некрологов вспоминали в основном его роль в событиях июня 1976 года и называли «человеком небольшого роста, но большой харизмы». Похоронен на Северном коммунальном кладбище в Варшаве.